# 麦積区
麦積区（ばくせき-く）は中華人民共和国甘粛省天水市に位置する市轄区。

## 歴史
2004年9月に北道区より現在の名称に改称された。

## 行政区画
3街道、17鎮を管轄する：
- 街道弁事処：道北街道、北道埠街道、橋南街道
- 鎮：社棠鎮、馬跑泉鎮、甘泉鎮、渭南鎮、東岔鎮、花牛鎮、中灘鎮、新陽鎮、元竜鎮、伯陽鎮、麦積鎮、石仏鎮、三岔鎮、琥珀鎮、利橋鎮、五竜鎮、党川鎮

## 交通

### 航空
- 天水麦積山空港（中国語版）

### 鉄道
- 中国国家鉄路集団
  - 宝蘭旅客専用線
    - 天水南駅（中国語版）

  - 隴海線、天平線（中国語版）
    - 天水駅
- 天水有軌電車

### 道路
- 高速道路
  -  連霍高速道路
  -  平綿高速道路（中国語版）
  -  静天高速道路
- 国道
  - G310国道（中国語版）
  - G566国道（中国語版）